# Sergio Mattarella
Sergio Mattarella (phát âm tiếng Ý: [sɛrdʒo mattarɛlla]; sinh ngày 23 tháng 7 năm 1941) là một chính trị gia, thẩm phán, và Tổng thống thứ 12 của nước Ý và chính thức nhậm chức vào ngày 3 tháng 2 năm 2015. Ông là một nghị sĩ của Quốc hội 1983-2008, giữ chức Bộ trưởng Bộ Giáo dục 1989-1990 và là Bộ trưởng Bộ Quốc phòng từ năm 1999 đến năm 2001. Sau đó, vào năm 2011, ông trở thành thẩm phán Tòa án Hiến pháp.

## Tiểu sử
Sergio Mattarella sinh ra trong một gia đình nổi bật ở Palermo của Sicily. Cha của ông, Bernardo Mattarella, là một người chống phát xít, cùng với Alcide De Gasperi và các chính trị gia Công giáo nổi tiếng khác, là một trong những người sáng lập của đảng Dân chủ Thiên chúa giáo đã thống trị chính trường Ý trong gần năm mươi năm, với Bernardo làm bộ trưởng nhiều lần. Anh trai của Sergio, Piersanti Mattarella, cũng là một chính trị gia của đảng Dân chủ Thiên chúa giáo và chủ tịch của Sicily từ năm 1978 cho đến khi ông qua đời vào năm 1980, khi ông đã bị Mafia Sicily giết.
Trong thời trẻ của mình, Sergio Mattarella là một thành viên của Azione Cattolica, một hiệp hội giáo dân Công giáo lớn. Ông tốt nghiệp luật tại Đại học La Sapienza ở Rome; sau vài năm, ông bắt đầu giảng dạy thủ tục nghị viện tại Đại học Palermo.

## Sự nghiệp chính trị
Mattarella bước vào chính trường sau vụ Mafia ám sát anh trai Piersanti. Sự nghiệp quốc hội của ông bắt đầu vào năm 1983, khi ông được bầu làm thành viên của Hạ viện trong phe cánh tả của đảng Dân chủ Thiên chúa giáo đã hỗ trợ một thỏa thuận với đảng Cộng sản Ý (PCI) do Enrico Berlinguer lãnh đạo.

### Cuộc bầu cử 2018

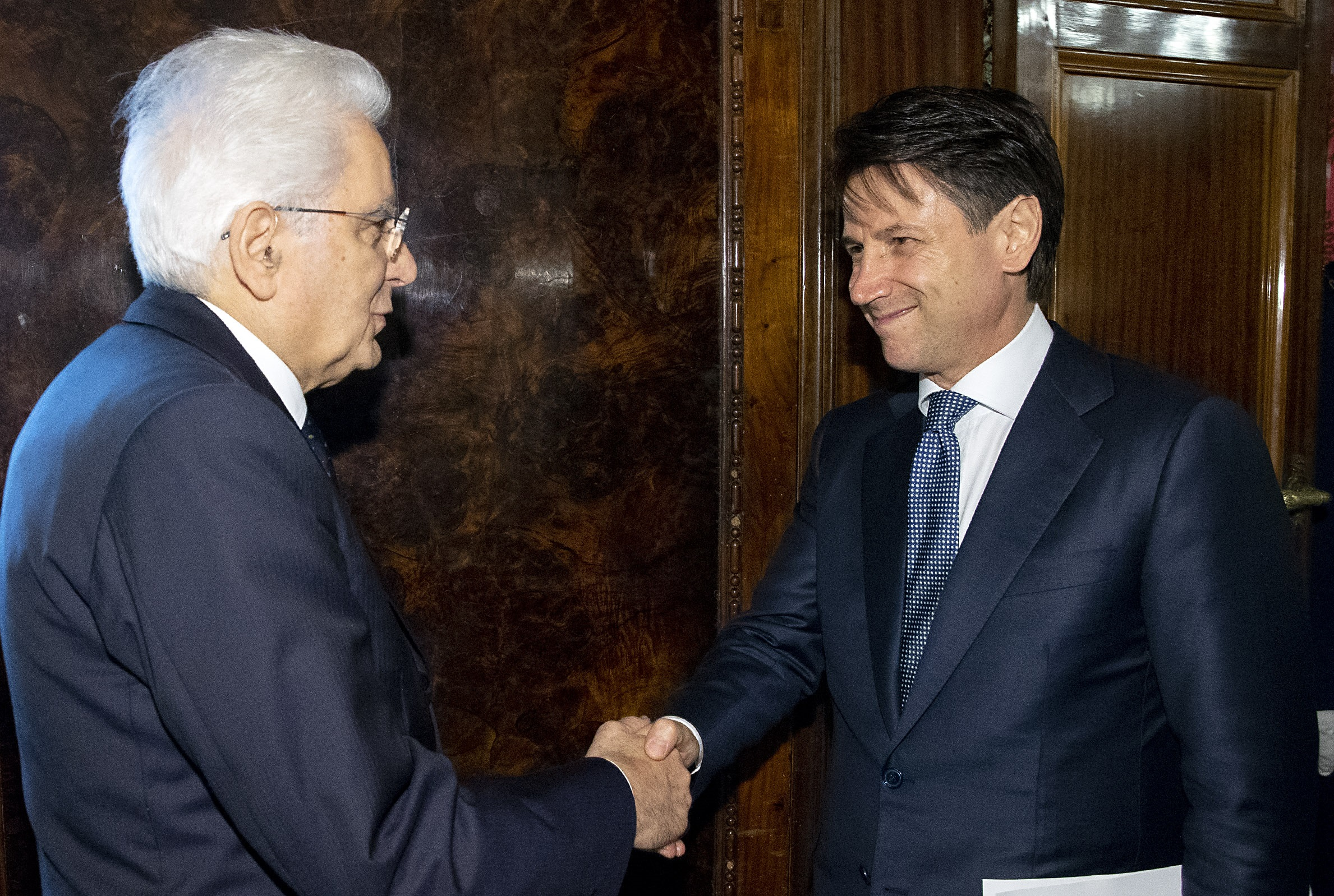
Tổng thống Mattarella với Giuseppe Conte tại Cung điện Quirinal.

Ngày 21 tháng 5 năm 2018, Tổng thống Mattarella đã ủy nhiệm giáo sư luật Giuseppe Conte, được đề nghị bởi Di Maio (Phong trào 5 sao) và Salvini (Lega Nord) làm thủ tướng Ý, để thành lập nội các mới. Conte cho biết, ông sẽ là "luật sư bảo vệ người dân Ý".
Tuy nhiên vào ngày 27 tháng 5, Conte từ bỏ quyền ủy nhiệm, do có xung đột giữa Salvini và tổng thống Mattarella. Salvini đã đề nghị giáo sư Paolo Savona làm bộ trưởng bộ Kinh tế và tài chính Ý, but Mattarella phản đối chỉ định này, cho là Savona quá chống EU và Đức. Trong bài diễn văn của ông sau khi Conte bỏ cuộc, Mattarella tuyên bố là 2 đảng này muốn đưa Ý ra khỏi Khu vực đồng euro và vì là người bảo đảm cho hiến pháp Ý cũng như lợi ích và sự ổn định của quốc gia, ông không thể cho phép điều này. Vào ngày 28 tháng 5, Mattarella giao quyền cho kinh tế gia Carlo Cottarelli để thành lập một chính phủ mới.